# Скарпеллини, Катерина
Катерина Скарпеллини (итал. Caterina Scarpellini; 29 октября 1808, Фолиньо — 28 ноября 1873, Рим) — итальянский астроном и метеоролог.

## Биография
Катерина Скарпеллини родилась в 1808 году в Фолиньо. Род Скарпеллини был известен своим вкладом в науку. Самым выдающимся его представителем был дядя и крёстный отец Катерины, астроном Феличиано Скарпеллини, возглавлявший обсерваторию при университете Сапиенца, одну из первых в стране.
Катерина с ранних лет проявляла интерес к науке. Живя рядом с обсерваторией на Капитолийском холме, она особенно увлеклась астрономией. Из-за своего пола Катерина не могла официально поступить в университет, однако дядя обучил её, вместе со своими студентами в университете Сапиенца, обращению с астрономическими приборами. Во время этих занятий Катерина познакомилась со своим будущим мужем, Эразмом Фабри, который после свадьбы взял её фамилию.
С двадцатилетнего возраста и до самой смерти Катерина активно занималась наукой. В 1847 году она стала редактором журнала Correspondenza Scientifica in Roma, публиковавшего статьи на широкий спектр тем. С конца 1880-х годов Катерина Скарпеллини возглавляла метеорологическую станцию на Капитолийском холме. Шесть раз в день она записывала результаты наблюдений, которые затем публиковались в Correspondenza Scientifica и в новостном бюллетене Метеорологического общества Франции. В 1864 году она опубликовала совместное исследование с Паоло Перени о химическом анализе песка, выпавшего в Риме в феврале того же года: сильными ветрами песок был принесён из Сахары. Публикации Скарпеллини на астрономические темы касались комет и метеоров; в 1854 году она открыла новую комету. Она также составила первый в Италии каталог метеоров и была единственным астрономом Рима, наблюдавшим метеорный поток Леониды 1866 года. Кроме того, Скарпеллини писала статьи о периодичности солнечных пятен, кольцах Сатурна и высказывала собственные гипотезы касательно формирования планет и небесной механики.
Помимо астрономии, Катерина Скарпеллини интересовалась явлениями электричества и магнетизма. В 1853 году она опубликовала статью о слабом электрическом токе при мышечных сокращениях. Её публикация о влиянии луны на землетрясения была высоко оценена Императорским Московским обществом испытателей природы, Королевским геологическим институтом в Вене и другими иностранными обществами. В 1872 году Министерство образования Италии наградило Катерину Скарпеллини серебряной медалью за вклад в науку.
Катерина Скарпеллини умерла 28 ноября 1873 года в Риме. В её честь был назван один из кратеров на Венере.